# Chilicola stenocephala
Chilicola stenocephala là một loài Hymenoptera trong họ Colletidae. Loài này được Brooks & Michener mô tả khoa học năm 1999.